# 阿爾卡季·沃洛日
阿爾卡季·尤里耶維奇·沃洛日（俄语：Аркадий Юрьевич Волож，羅馬化：Arkady Yuryevich Volozh，1964年2月11日—；又譯沃羅茲），俄羅斯企業家、電腦科學家、投資者與慈善家，網際網路巨頭兼世界第五大搜尋引擎Yandex的共同創辦人與前任執行長（CEO），同時也共同創立了包括CompTek、Arkadia和InfiNet等IT公司。截至2023年2月，《富比士》估算其總資產達11億美元。

## 早年生活
沃洛日在1964年2月11日出生於蘇聯哈薩克古里耶夫的一個俄羅斯猶太人家庭，其父親尤里是一位研究里海地區油田的地質學家，為卡沙干油田的發現者之一，後來成為俄羅斯科學院地質研究所的高級研究員，而母親索菲亞（Sofia）則是古里耶夫音樂學院的老師。
沃洛日於中學時期就讀於阿拉木圖的數學與物理共和學院，並隨後在1986年於俄罗斯国立石油天然气大学取得應用數學學位。在創業前，他曾在蘇聯科學院管理問題研究所從事大數據處理方面的研究。

## 生涯

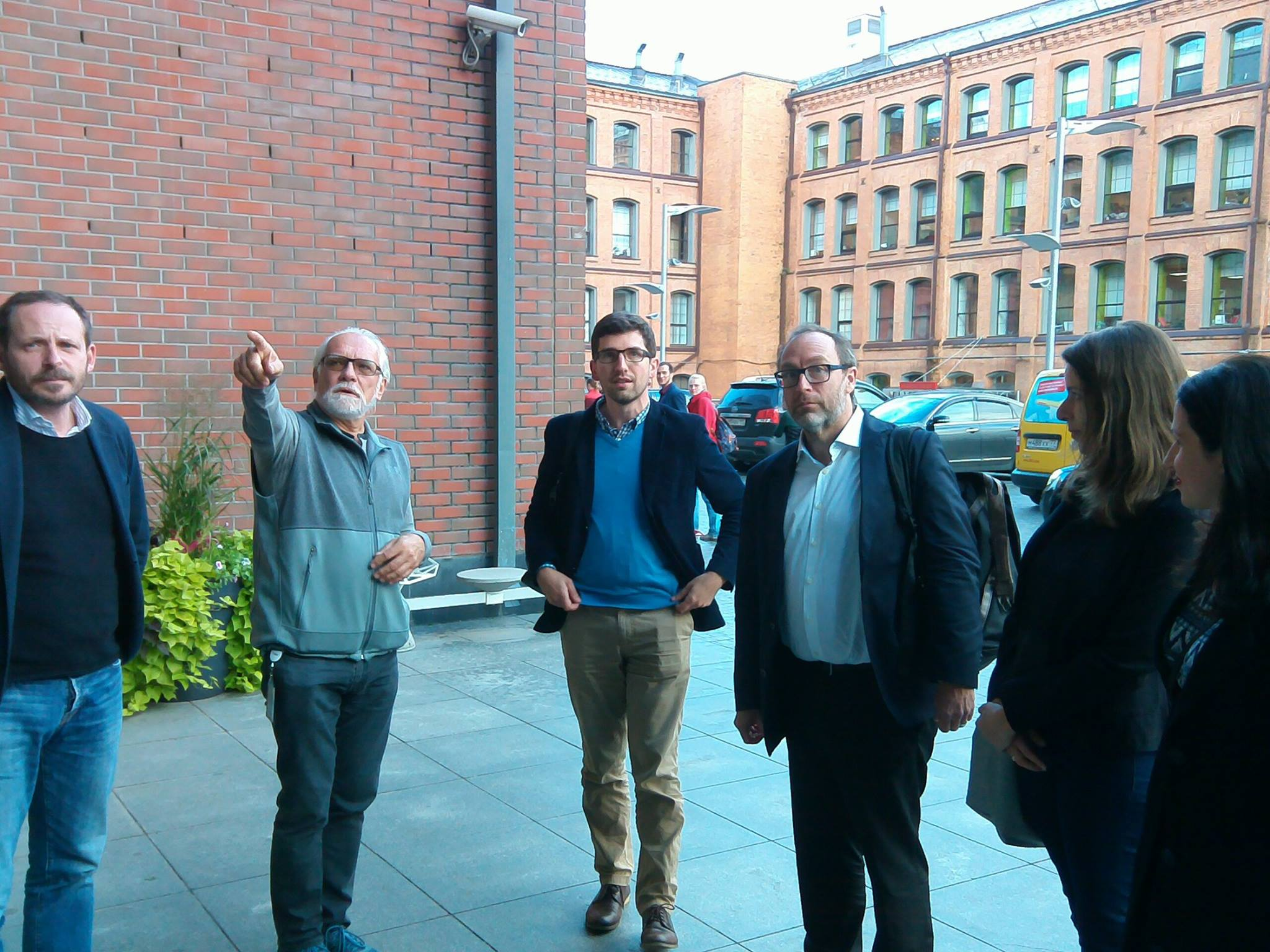
吉米·威爾斯（右三）在2016於沃洛日和營銷服務總監安德烈·塞布蘭特（左二）的陪同下參觀Yandex的莫斯科總部

除了Yandex外，沃洛日還共同創立了多家IT企業，其中包括俄羅斯無線網絡技術供應商InfiNet Wireless和CompTek International——俄羅斯最大的網絡和電信設備分銷商之一。在1989年創辦CompTek後，他在隔年又與阿爾卡季·博爾科夫斯基（Arkady Borkovsky）聯手創立了專門服務想申請專利的研究機構和組織的Arkadia公司。1993年，沃洛日與伊利亞·謝加洛維奇一起開發出一款「採用俄語形態的非結構化信息搜尋引擎」。八年後，他以俄羅斯電信記錄協會Wi-Fi網絡委員會主席的身份，直接參與了無線電頻率管制的放寬進程，同時也是左右俄羅斯VoIP合法化命運的關鍵人物之一。
沃洛日在1997年和博爾科夫斯基、謝加洛維奇三人聯手創立Yandex，他們以10,000美元的價格購置了三台配備1 GB硬碟的伺服器，並把俄網的所有內容都編入索引之中。這些投資最後得到充分的回報，使得Yandex建站短短兩年便成為俄羅斯七大網際網路網站之一。沃洛日在此期間仍以CEO的身份領導CompTek，直至2000年才正式離任。Yandex現時為納斯達克上市企業，公司旗下開發及提供了各種技術和服務，同時涉足電子商務、衛星導航、移動裝置、自動駕駛汽車、電子支付、音樂與電子郵件等領域。該公司在2011年的首次公開募股是自2004年的Google以來最大規模的一次。截至2021年11月，Yandex的估價達到300億美元。
2010年，沃洛日在《生意人報》的媒體事務企業高管評級的榜單中名列首名。兩年後的12月，他在俄羅斯經濟現代化與創新發展委員會上向時任俄羅斯總理德米特里·梅德韦杰夫提出標準化及更大規模地自由化政府機構提供信息的形式，以改善Yandex搜索引擎在自動模式下接收到的信息的處理方式。2013年3月，Yandex第二次發行新股，沃洛日憑此在證券交易所出售514萬股，進帳近1.17億美元。隔年4月，他將Yandex的CEO職位交棒予亞歷山大·舒爾金（Aleksandr Shulgin），但仍擔任集團公司負責人。2021年3月1日，該公司報稱沃洛日及其家族信託有意以190萬美元的價格出售公司股份，當時他持有Yandex約8.7%的股份，並擁有45.5%的表決權。
為了更好推廣機器學習，沃洛日和其Yandex團隊在2007年創立Yandex數據分析學校，以提供免費的數據科學碩士課程，透過與多個夥伴合作，該項目已發展出包括六個分支部門、在線課程和其他學習計劃。在2018年，該學校在特拉維夫開設分校Y-DATA，推出為期一年的機器學習職業發展課程。他亦在2007年與莫斯科物理技術學院合作開辦數據分析系，而其本人則擔任該系主任至今。

### 辭去Yandex的所有職位

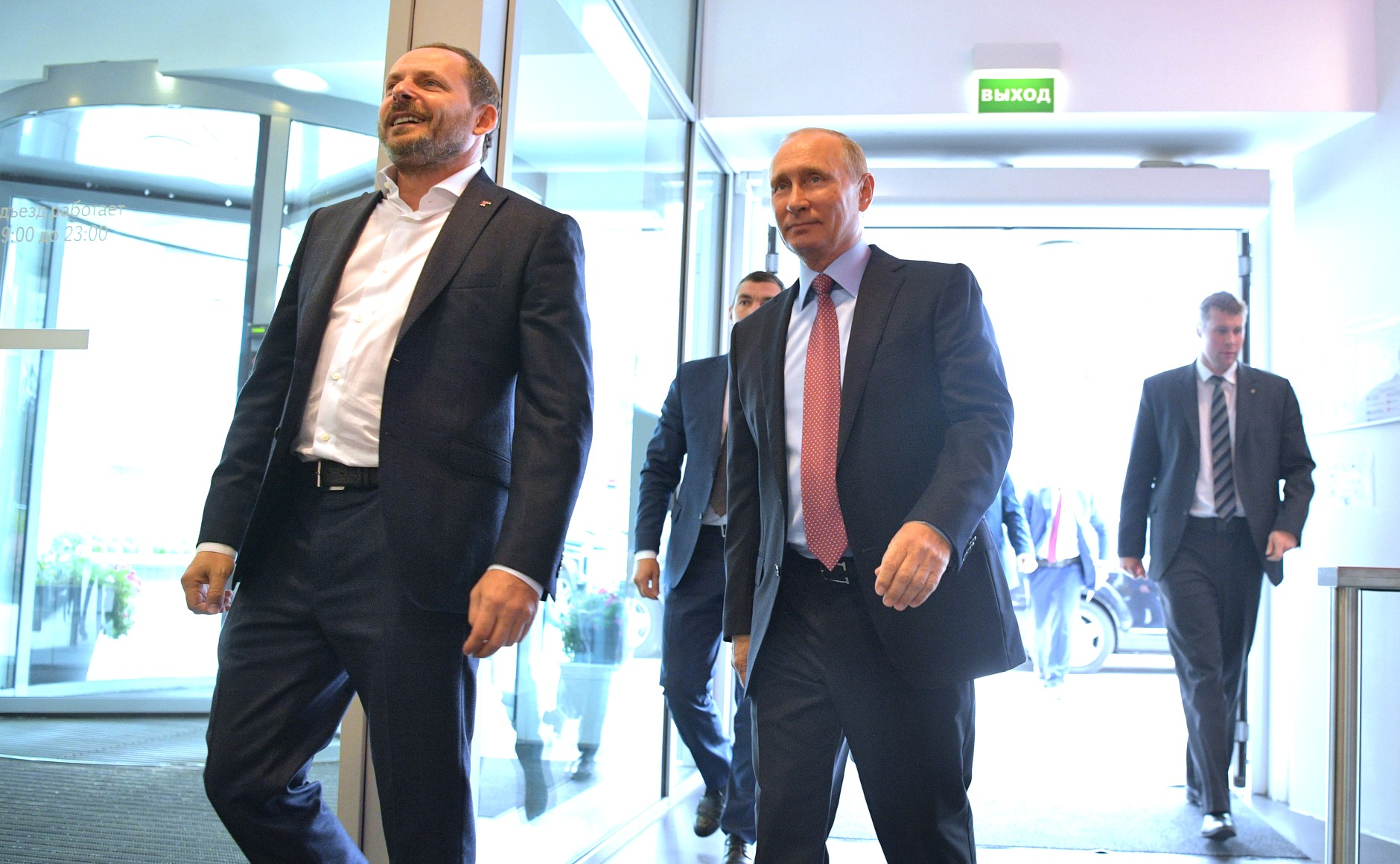
俄羅斯總統弗拉基米爾·普京在2017年9月21日參觀Yandex的莫斯科總部

作為一系列針對俄羅斯入侵烏克蘭的制裁的一部分，歐盟在2022年6月3日宣佈對沃洛日個人實施制裁，並指出其在Yandex搜尋引擎中「宣揚國營媒體和官方敘述」，以及刪除關於俄侵烏戰爭相關內容方面有著重大責任。同日，Yandex發聲明稱沃洛日將辭去所有職務並退出董事會，即時生效。Yandex的其中兩個股東為分別由俄羅斯央行和俄國政府擁有的俄罗斯联邦储蓄银行與俄羅斯外貿銀行，克里姆林宮當局可以通過黃金股，來直接影響該公司某些層面的活動。歐盟認為沃洛日作為俄羅斯最大IT公司的創始人負責人，有對俄羅斯破壞烏克蘭領土完整、主權和獨立的侵略行動提供物質或資金上的支持。此外。他也被烏克蘭和瑞士列入制裁名單。
歐盟將沃氏納入俄烏戰爭第六波制裁的決定令俄國以至世界各地的許多人大感意外，沃洛日本人和其董事會認為歐盟會下這步棋，純粹因為被誤導，且只會適得其反。過去沃洛日及其公司都與俄羅斯當局保持一定距離，而非所有命令皆照單全收。例如在2019年，Yandex就拒絕將其電子郵件服務的密鑰交給俄羅斯聯邦安全局。國有新聞通訊社RT电视台的主編玛格丽塔·西蒙尼扬便因此斥責他們是「反政府內容的推手」。歐盟的制裁似乎是基於Yandex的聚合器服務，根據俄羅斯法例，提供該服務的公司有從官方註冊的俄羅斯媒體渠道截取新聞標題的義務。俄羅斯在2022年2月末開展所謂的「特別軍事行動」以後，俄羅斯政府便進一步收緊當地媒體的新聞自由，從而將聚合器變成克里姆林宮官方消息的「展示平台」。戰爭開始後不久，Yandex在荷蘭的母公司董事會便宣布打算與其聚合器服務脫鉤。同年夏天，該公司在競爭對手VK正式接手其聚合器服務後便正式退出新聞整合業務 。
2022年12月30日，沃洛日向全體員工發內部告別信，稱重組Yandex的計劃「合理且必要」。隔年8月10日，沃洛日發表聲明譴責俄羅斯總統普京「野蠻」侵略烏克蘭，他稱儘管已在2014年移居以色列，但仍該為祖國的侵略行徑負上自己的應有責任，為公開表示反戰的第二名俄羅斯巨賈。聲明發表後數日內，沃洛日透過代表律師入稟，請求歐盟放寬對他本人的制裁。2024年2月，歐盟宣佈不再延長對沃氏的制裁。

## 個人生活
沃洛日已婚，並與其妻子育有三個孩子。截至2023年2月，《富比士》估算沃洛日的總資產達11億美元。由於2022年俄羅斯入侵烏克蘭導致的Yandex股價下跌，他的個人身價曾一度縮水至5.8億美元，比2020年12月的26億資產總值少近4.5倍。
2014年，沃洛日在俄羅斯併吞克里米亞後攜眷移居到以色列特拉維夫，其父母在同年也搬遷至此。沃洛日與以色列之間的關係早在2010年已經開始，當時其正擔任以色列臉部辨識公司Face.com的投資人及董事會成員，直至該家企業於2012年遭Facebook收購為止。從2015年到2020年，他當上一家專門從事大腦信號處理和大數據分析的以色列公司NeuroSteer的董事會成員。後來，沃洛日持續在以色列推出一系列服務，並在該國開設了多間辦事處和研發中心。他在2019年接受訪問時表示以色列是一個非常具吸引力的國家，首先在於它的人力潛能，還有其在全球經濟中的作用。
在2016年，沃洛日透過投資88萬歐元的方式入籍馬耳他。截至2022年，他舉家生活在特拉維夫，同時也已取得以色列的公民權。